# Liste von Parkanlagen in Hannover
Dies ist eine Liste von Parkanlagen in Hannover.

## Parks

### Historische Parkanlagen

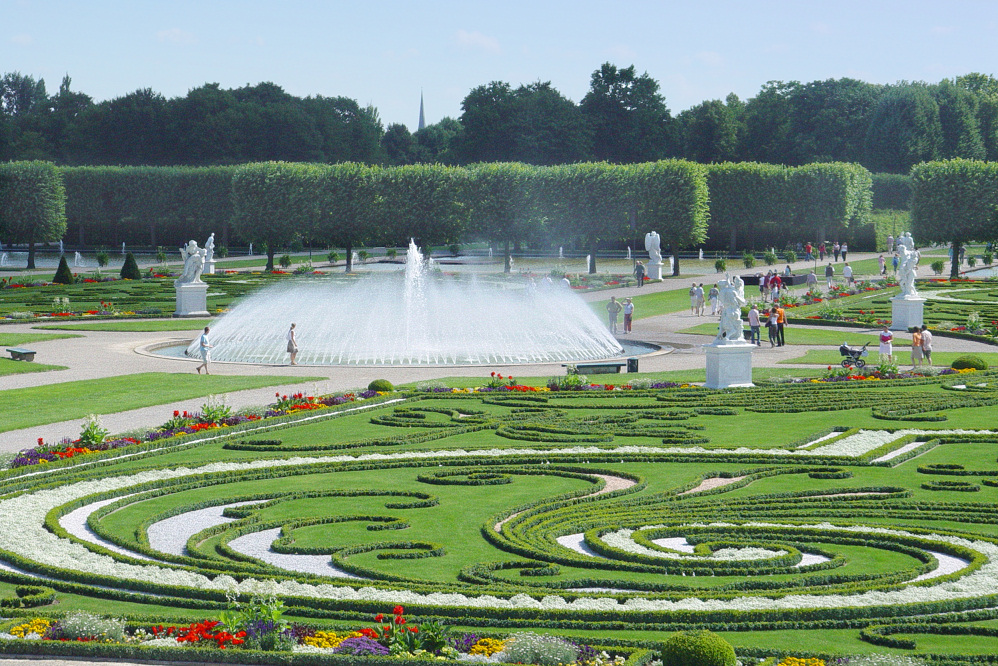
Großer Garten Herrenhausen

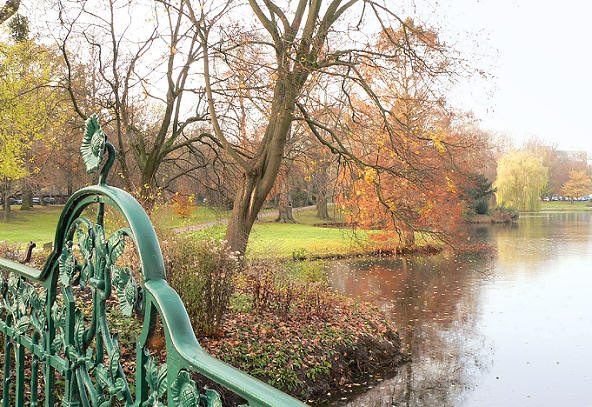
Maschpark

- Herrenhausen
- Stadtpark
- Tiergarten
- Maschpark
- Hermann-Löns-Park
- Hinüberscher Garten

### Stadtteilparks
- Alte Bult und Hiroshima-Hain
- Gartenfriedhof
- Lindener Bergfriedhof
- St. Nikolai-Friedhof und Neustädter Friedhof
- Stadtteilpark Möhringsberg
- Vahrenwalder Park auf dem Gelände des früheren Militärreitinstituts Hannover
- Von-Alten-Garten

### Neue Gärten
- Expo Park Hannover
- Willy-Spahn-Park
- Wissenschafts- und Technologiepark (WTH)